# Амерички бели ибис
Амерички бели ибис (лат. Eudocimus albus) је врста птице из породице ибис, Threskiornithidae. Настањује се у Вирџинији преко обале мексичког залива Сједињених Америчких Држава. Представља птицу средње величине са свеукупним белим перјем, јарко црвено–наранџастом надоле закривљеном кљуном, дугим ногама и црним врховима крила који су обично видљиви само у лету. Мужјаци су већи од женки. Распон гнежђења се протеже уз заливску и источну обалу Сједињених Држава, обале Мексика и Централне Америке. Изван периода размножавања, подручје се протеже даље у унутрашњост Северне Америке и укључује Карибе. Такође се налази дуж северозападне јужноамеричке обале у Колумбији и Венецуели. Становништво у централној Венецуели се преклапа и укршта са црвеним ибисом. Неке власти су их класификовале као једну врсту.
Њихова исхрана се састоји првенствено од малог воденог плена, попут инсеката и малих риба. Ракови су његова омиљена храна у већини региона, али своју исхрану може прилагодити према станишту и заступљености плена. У потрази за храном сондира кљуном на дну воде ради тражења и хватања плена који не види.
Током сезоне парења, окупља се у огромним колонијама у близини воде. Парови су претежно моногамни и оба родитеља брину о младима, иако су мужјаци склони промискуитету у пару са другим женкама како би повећали свој репродуктивни успех.
Загађење људи које је довело до повећања концентрације метил живе која се из необрађеног отпада ослобађа у животну средину је утицало на понашање америчког белог ибиса мењањем нивоа хормона, утичући на њихово парење и гнежђење, што доводи до нижих стопа репродукције.

## Таксономија
Амерички бели ибис је био једна од многих врста птица које је Карл фон Лине првобитно описао у 10. издању Systema Naturae 1758. године, где је добио биномску номенклатуру Scolopax albus. Име врсте је латински придев albus што значи бео. Алтернативни уобичајени називи који су коришћени укључују шпански curlew и white curlew. Енглески природословац Марк Кејтсби је погрешно незреле птице прогласио за посебну врсту, коју је назвао brown curlew. Имена у Луизијани укључују bec croche и petit flaman.
Јохан Георг Ваглер је дао врсти данашње биномско име 1832. године када је основао нови род Eudocimus, чија је једина друга врста црвени ибис (E. ruber). Дуго је вођена расправа да ли се ибиси требају сматрати подврстом или блиском врстом, када је америчко орнитолошко друштво закључило да они представљају комплексну врсту. Недостатак посматраних хибрида био је велики фактор да се врсте одвоје.
Међутим, у теренској студији објављеној 1987. године, истраживачи Кристина Рамо и Бенџамин Бусто су пронашли доказе о укрштању црвених и белих ибиса дуж обале Љаноса и Венецуеле. Посматрали су јединке две врсте које се упарују, као и хибридне ибисе са бледо наранџастим или белим са повременим наранџастим перјем. Њихов предлог је био да се ове птице класификују као једна врста. Хибридни ибиси су такође забележени у Флориди, где је црвени ибис уведен у алохтону врсту америчког белог ибиса. Птице средњег до црвеног перја опстају генерацијама.
Орнитолози Џејмс Хенкок и Џејмс Кушлан такође сматрају да су ова два ибиса једна врста, са разликама у перју, величини, боји коже и степену тамњења кљуна током сезоне парења које формирају дијагностичке карактере. Предложили су да се ибиси поново прате на северозападу Јужне Америке након периода раздвајања, са хипотезом да су разлике у боји последица присуства ензима који омогућава унос пигмента у исхрану. Испитивали су да ли је амерички бели ибис у Јужној Америци у ствари део таксона ruber, а не albus, схвативши да је потребно више истрага како би се то утврдило.

## Опис
Одрасли амерички бели ибис је карактеристичан по белом перју и ружичастој кожи лица. Имају црне врхове крила који су обично видљиви само у лету. Док није сезона парења има дугачак низводни кљун и дуге ноге које су светло црвено–наранџасте. Током првих десет дана сезоне парења, кожа им потамни до тамно ружичасте боје на кљуну и готово љубичасто црвене боје на ногама која бледи до бледо ружичасте боје, а врх перја постаје црнкаст. Тешко је одредити пол одраслог америчког белог ибиса на основу спољашњег изгледа, пошто су сличног перја. Међутим, постоји полни диморфизам у величини и пропорцији јер су мужјаци знатно већи и тежи од женки. Студија о америчким белим ибисима на југу Флориде је дала опсег тежине од 8729—1261 g за мужјаке и 5927—8613 g за женке, просечне тежине 10.364 g за мужјаке и 7645 g за женке. Дужина одраслих женки и мужјака се креће од 53—70 cm са распоном крила 90—105 cm. Међу стандардним мерењима, амерички бели ибис има дужине крила 205—31 cm, реп 93—122 cm, тарсус 675—133 cm и кљун 11—169 cm.
Тек излегли амерички бели ибис је прекривен љубичастим перјем, које се мења до тамносмеђе или црне боје на глави и крилима. Груди су често голе и на глави може имати бели ћубу. Дужице су смеђе, кожа је у почетку ружичаста, осим врха кљуна који је тамносив, али постаје сив у року од неколико дана од излегања. Кљун је кратак и раван по рођењу и садржи јајни зуб који отпада између петог и деветог дана и развија три црна прстенова отприлике од шестог дана, пре него што постане сив до око шест недеља старости. Сиво до пешчано сиво смеђе перје се појављује између друге и шесте недеље, а лице и кљун постају ружичасти неколико недеља касније, док ноге остају сиве. Када млади добију перје оно је углавном браон боје и само задњица, испод крила и доњи део су бели, ноге постају светло наранџасте. Како сазрева, бело перје почиње да се појављује на леђима и постепено се митари како би се постигло одрасло бело перје што је углавном завршено до краја друге године, иако се неко смеђе перје задржава на глави и врату до краја треће године. Младима је потребно око две године да достигну величину и тежину одраслих.
Као и друге врсте, амерички бели ибис лети са раширеним ногама и издуженим вратом. Теренска студија из 1986. године у Северној Каролини је показала да је преко 80% одраслих ибиса овако летело, док су млади брзо прихватили ту праксу током лета. Добивено побољшање аеродинамике смањује потрошњу енергије. Лете у валовитом узорку док наизменично замахују, уочава се и кружно кретање. Висине 500—1000 метара се могу достићи док нечујно иду ка 20 километара или више. Чешће птице лете између 60—100 метара изнад земље, замахујући брзином од око 3,3 удара крила у секунди.
Главна вокализација америчког белог ибиса је urnk, urnk или hunk, hunk. Позив се користи у лету, удварању или када је узнемирен. Док траже храну производе huu-huu-huu и при удварању. Млади у гнезду производе zziu.

### Сличне врсте
Незреле америчке беле и црвене ибисе је веома тешко разликовати, иако црвени имају тамније ноге и голу кожу око лица. Незрели амерички бели ибис се меша са незрелим ражањима, али овај је потпуно тамносмеђи и недостаје му бели трбух и задњица. Одрасли се разликују од америчког шумског рода који је много већи и на крилима има више црне боје.

## Распрострањеност и станиште
Амерички бели ибис је најчешћи на Флориди, где је пребројано преко 30.000 у једној гнездећој колонији. Јавља се широм Кариба, на обе обале Мексика (од Доње Калифорније према југу), Централне Америке, на југу до Колумбије и Венецуеле. Не размножава се на северу Вирџиније и западно до источног Тексаса.
Амерички бели ибис је понекад виђен у малим јатима, у државама далеко од уобичајених.
У Северној Америци се узгој одвија дуж источне обале Сједињених Држава, од Каролина до југа до Флориде и одатле према западу дуж обале мексичког залива. Лагуна у Колима, на западној обали Мексика, је изоловано и регионално важно мочварно подручје где је забележена гнездећа колонија. Амерички бели ибиси нису верни местима на којима се узгајају, а велике узгојне колоније састављене од десет хиљада птица или више се могу негде настанити у једној или две сезоне парења. Узгајивачке популације у читавом опсегу су значајно варирале кретањем међу државама.
До 1940-их година, врста се узгајала само у великом броју на Флориди, углавном унутар Еверглејдса. Услови суше у Сједињеним Америчким Државама су довели до тога да се тридесетих година прошлог века тамо размножавало више од 400.000 америчких белих ибиса. Педесетих и шездесетих година прошлог века велике колоније су се појавиле у Алабами, Луизијани, Северној и Јужној Каролини и обали мексичког залива на Флориди и у Тексасу седамдесетих година. Између 1970-их и раних 1990-их, гнездеће колоније су опале и нестале у Јужној Каролини и Флориди, а знатно су се повећале у Северној Каролини и Луизијани. Колоније трају између једне и седамнаест година, а њихов век је везан за величину и квалитет оближњих мочвара. Најдуговечнији су повезани са мочварама преко 800 km² по величини. Деградација мочвара или узгајалишта су разлог напуштања. Популација америчких белих ибиса у колонији, у округ Џорџтауну, је опала са 10.000 на нулу између 1989. и 1990. године јер је ураган Хуго потопио оближња слатководна подручја.
Амерички бели ибис се налази на различитим стаништима, мада преферирају плитко приморско мочварно тло, мочваре и мангрова. Обично се налази у блатњавим базенима и влажним травњацима. Становништво удаљено од обале, посебно у јужној Флориди, често борави у другим облицима мочвара, попут бара и поплављених поља. Лети се селе на приобална и естуарна станишта јер унутрашњи водени путеви постају поплављени летњим кишама, а водостај је превише дубок да би се ефикасно хранили.

### Фосилни запис
Остаци слични америчком белом ибису су пронађени у средњим пјачентинским наслагама у централној Флориди и занклијским наслагама у Северној Каролини. Две врсте, једна жива и једна изумрла, пронађене су у северном приобалном Перуу. Eudocimus peruvianus је описан из Tarsometatarsus који се мало разликовао од E. albus, чији су остаци такође пронађени. Амерички бели ибис се и даље налази у Перуу.

## Понашање
Теренска студија о сезони гнежђења на Флориди је открила да је одрасли амерички бели ибис трошио 10,25 сати по дану у потрази за храном, 0,75 сати за летење, 13 сати одмарајући и пазећи на своја гнезда. Већи део ноћи троши на чишћење, грицкање и обраду перја. Амерички бели ибис се генерално само претвара, не ангажује се за друштвено дотеривање, осим ако то није део удварања. Купање се често одвија пре чишћења, у води дубокој 5—20 cm. Стотине птица се могу окупати заједно у време удварања.
Амерички бели ибис је територијални и брани места за гнежђење и излагање од уљеза. Понашање за претњу укључује кретање са кљуном у хоризонталном положају и усправно држање кљуна насупрот другој птици. Често нападају и гризу држећи се за главу или крила противника.

### Узгој и животни век
Амерички бели ибис се упарује на пролеће и гнезди се у великим колонијама, често са другим врстама водених птица. Гнежђење почиње чим се обезбеди одговарајуће место за храњење. Женка бира место, обично на гранама дрвета или грмље које је често изнад воде, и гради гнездо, а мужјаци помажу доносећи материјал за гнездо. Обично снесу једно до пет јаја, најчешће два или три. Јаја су бледо плаво–зелене боје са смеђим мрљама, дужине 58 cm × 39 cm, у просеку 508 g. Jaja су обично мања у обалним колонијама у поређењу са унутрашњим колонијама, иако не постоје статистички значајне разлике у стопи раста обе колоније. Током периода парења и инкубације, мужјак пролази кроз период гладовања како би остао близу гнезда и агресивно бранио своје гнездо и партнера од предатора и других ибиса радије него да тражи храну. У сезони парења 2006. је примећено да одрасла женка која се није размножавала пази на више гнезда која су припадала другим америчким белим ибисима.
Иако је амерички бели ибис претежно моногаман и оба пола пружају родитељску негу својим младунцима, мужјак често одлети како би се упуштао у копулацију са другим паровима након парења са својом примарном женком. Ове копулације се обично раде након копулација унутар парова и чине око 45% свих укупних парења, иако је само око 15% свих копулација успешно. Не ограничавајући број женки са којима копулира, мужјак може значајно повећати свој репродуктивни успех. Иако су женке пријемчиве за копулације ван парова, чување мушких партнера знатно смањује стопу успешног укључивања женки у покушај копулације од стране других мушкараца.
Успешан узгој америчког белог ибиса зависи од хидролошких услова екосистема, као што су падавине и ниво воде. Низак и опадајући ниво воде предвиђа добру доступност плена. Промене нивоа воде, где нивои расту у сезони парења, распршују плен и утичу на успех прикупљања хране. Број гнезда и просечне величине захвата су мањи у периодима смањене доступности плена. Стопа успеха одраслих који одгајају једног или више младих до 20 дана старости се креће од 5 до 70% гнезда и увелико варира између оближњих колонија. Познато је да одрасли надопуњују исхрану својих младих намирницама попут бубашваба и труле хране из људског смећа у годинама када су рибе и ракови све ређи. Амерички бели ибис не користи вероватноћу неуспеха као кључни фактор у одређивању места гнежђења, већ се ослања на друге критеријуме, као што су доступност плена и стопе предације на гнездо. Исушивање мочвара на југу Флориде је утицало и на врсте које се хране у плитким водама, попут америчког белог ибиса, а његово повећање у броју кључни је показатељ обнове станишта у Еверглејдсу.
Главни узрок неуспеха је напуштање гнезда, чији је водећи узрок поплава због изузетно великих плима и осека. Одрасли су напустили 61% гнезда било за време или непосредно после екстремне плиме и осеке. Јаја испливају из поплављених гнезда или се таласом уливају у море. Одрасли, инкубатори, обично напуштају гнездо када ниво воде или осеке достигне 3—8 cm изнад гнезда. Ипак, било је случајева у којима је примећено да одрасли преносе своја јаја у друго гнездо у покушају да их спасу. Међутим, упркос чињеници да се нека гнезда суочавају са великом вероватноћом оштећења током плиме и осеке сваке сезоне парења, амерички бели ибис и даље се гнезди на овим подручјима због других повољних услова, попут обилних извора хране у близини и ниске стопе грабљења јаја.
Јаја се излеглу након отприлике три недеље, а присуствују оба родитеља. Мужјаци су присутни око гнезда већи део дана, а женке већи део ноћи. Родитељи размењују дужности у гнезду ујутру и увече. Већина храњења младих се дешава у периоду када мењају дужности гнежђења. Мало храњења се обавља у периоду дана између две измене дежурства, а не између поноћи и 6 сати ујутро. Смртност младих је највећа у првих двадесет дана након излегања, 37—83% младих је преживело до три седмице старости у Еверглејдсу. Током периода ограничења хране и гладовања, амерички бели ибис тежи да покаже смртност која је зависна од пола. Код многе врсте птица које имају полни диморфизам, стопа смртности младих је већа за мужјаке због немогућности родитеља да задовоље њихове веће нутритивне потребе. Међутим, у случају америчког белог ибиса, млади мужјаци заправо имају нижу стопу смртности у односу на женке упркос просеку већем за 15% у односу на њихове рођаке. Иако тренутно истраживање тек треба да открије основне факторе зашто мужјаци имају боље стопе преживљавања у таквим условима, сумња се да родитељи теже да прво нахране веће мужјаке, јер их родитељи сматрају шансама за преживљавање, или, углавном, већи мужјаци у гнезду једноставно надмашују мале женке.
Птице предаторке могу запленити од 7% до 75% младих у расплодној колонији. Према теренској студији у Северној Каролини рибља врана (Corvus ossifragus) је уобичајени крадљивац гнезда америчког белог ибиса, узрокујући 44% губитка јаја. Остали предатори јаја и младих су Quiscalus major, гак (Nycticorax nycticorax), галебови и лешинари, као и опосум (Didelphis marsupialis), ракун (Procyon lotor) и змије елафе (Elaphe). Стопа предаторства јаја америчког белог ибиса опада са старењем гнезда због повећане пажње од стране родитеља, посебно током последње недеље инкубације. Висока густина гнезда и смањена синхронизација повећавају стопу грабљења јаја због повећаних могућности које пружа дуже време инкубације, као и веће доступности гнезда предаторима.
Амерички бели ибис почиње да се размножава трећег лета, иако се птице у заточеништву могу размножавати већ са девет или десет месеци. Најстарији припадник врсте који је забележен у заточеништву је имао више од двадесет година, а дивља птица је ухваћена шеснаест година и четири месеца након што је научно прстенована.

### Исхрана
Амерички бели ибис преферира исхрану речним и другим раковима, као и воденим инсектима и ситним рибама. Изван сезоне гнежђења, исхрана је веома променљива, јер бројност и врсте плена зависе од региона и станишта. У Љаносу су најчешћи плен инсекти, попут ларви мува и буба. Генерално у Северној Америци су главни плен ракови, углавном речни ракови. У Еверглејдсу и мочварама исхрану првенствено чине ракови, док они који се хране у језерима једу претежно рибу. Амерички бели ибиси који се хране у мочварама мангрова фокусирани су на ракове. Тактилна природа ибиса у потрази за храном у блату је да хвата плен који је преспор да би га избегао. У Еверглејдсу то значи да ракови чине велики део исхране, али се у приобалним подручјима узима разноврснији низ бескичмењака. Рибе су енергетски богатији извор хране за америчког белог ибиса. У сезони парења, амерички бели ибиси су у колонијама, у слатководним мочварним подручјима, хватали ракове, док су у оближњим подручјима са сланом водом у исхрани доминирали уцови.
Амерички бели ибиси се налазе у јатима мешовитих врста за исхрану са ражањом (Plegadis falcinellus) на поплављеним пољима, а две врсте бирају различиту храну са малим преклапањем: први траже крабе и водене инсекте, а други се хране углавном житом. Америчка шумска рода се такође налази на истом станишту на Флориди, али лови већи плен и већи проценат рибе, тако да су мала преклапања. У Љаносу, где амерички бели ибис коегзистира са црвеним ибисом, њихова исхрана се разликује, први се храни стеницама, рибама и раковима, док другима много већи проценат исхране чине тврдокрилци. Tringa semipalmata примећено заостаје за америчким белим ибисом и краде храну од њих, што је и забележено у Националном уточишту за дивље животиње Ding у Санибелу. Предатори нападају и хране се младунцима америчког белог ибиса.

### Трагање за храном
Током лета, амерички бели ибис лута дуж обала плиме и осеке и мочвара мангрова док су копнене мочваре обично поплављене. Међутим, како ниво воде опада на јесен, премештају своју област за храњење у унутрашњост мочваре. Постали су све чешћи на урбаним пејзажима Флориде од касних 1990-их и једна је од бројних врста птица зависних од мочвара које се хране у рибњацима које је направио човек на голф теренима на југозападу државе.
Амерички бели ибис је тактилни, невизуелни трагач за храном, који ограничава његову могућност избора између широког спектра плена. Углавном, амерички бели ибис тражи храну тактилним сондирањем. Кљуном копа дно плитке воде на око 1—2 cm како би одабрао одговарајуће намирнице. Тражење широким отвореним кљуном је техника коју ибис користи у дубљим и отвореним водама када је сам, као и замахивање главом. Други копирају и користе ову технику храњења када виде ибиса како то ради. На копну, амерички бели ибис лоцира плен видом и кљуцањем и не мора да убацује свој кљун у подлогу. Амерички бели ибис тражи мали плен када су друге птице ту, јер му је потребно време да уситну већу храну како би је јео на мање комаде, што други предатори као што су чапље и егрет често искористите да га опљачкају. Заједно са црвеним ибисом, амерички бели коегзистира са још пет врста ибиса у Љаносу. Мужјаци су агресивни и узимају плен од мањих ибиса, али мање женке су чешће жртве овог понашања.
Млади имају нижу ефикасност храњења у поређењу са одраслима, а у већини јата одрасли су обично бројнији. Обично су склони да остану близу један другога и заједно траже храну на периферном подручју групе. Током сезоне парења, одрасли мужјаци су забележени како нападају друге ибисе који хране своје младе у колонији. Нападачи убацују свој кљун у грло жртве, било да је одрасли спреман да избаци храну или су недавно нахранили младе. Овакво понашање омогућава одраслим мужјацима који иначе гладују да набаве храну, а да не морају да проводе дуже време далеко од гнезда, и спречава њихову женку да се копулира са другим мужјаком ибисом, што би умањило њен сопствени репродуктивни успех. Женке и млади готово никада не покушавају да отерају веће и агресивније мужјаке, већ покушавају да их избегну или се одмакну од њих. Ово агресивно понашање је мање уобичајено између два мужјака ибиса јер ће се активно борити против нападача. Нису уочене разлике међу половима у стопи успешности или понашању при храњењу, а како су мужјаци већи, потребно им је више хране него женкама.

## Паразити и смртност
Узроци смрти одраслих америчким белих ибиса нису познати. Амерички алигатори се сматрају опасношћу због хватања гнездећих ибиса, али у овој области није било много истраживања. Јато од педесет одраслих америчких белих ибиса је угнуло у пожару у Еверглејдсу. Није познато зашто нису успели да одлете од ватре, али једна хипотеза је била да су тражили инсекте.
Укупно 51 врста паразитских црва је пронађена из америчког белог ибиса, претежно из гастроинтестиналног тракта, а посебно танког црева. Ту спадају пантљичара, акантоцефале, ваљкасти црви, дигенеа и спирурида. Неколико црва и спирурида су врста пронађени у слузокожи бубца. Ваљкасти црви су чешће заступљени у америчком белом ибису из слатководних станишта, а пантљичаре чешће у онима са подручја слане воде. Један ваљкасти црв је пронађен у Skrjabinoclavia thapari, налази се у гусларима као посредни домаћин, док се Southwellina dimorpha преноси у раковима и инфицира одрасле и младе ибисе.
Паразитске протозое из рода Sarcocystis су извађене из глатких мишића одраслог америчког белог ибиса, а друга врста, Haemoproteus plataleae, је извађена из крви одраслих и гнезда, па се стога може пренети пре него што млади напусте гнездо. Ларве две врсте гриња из породице Hypoderidae, Phalacrodectes whartoni и Neoattialges eudocimae, су пронађене испод коже. Две врсте ваши, Plegadiphilus eudocimus и Ardeicola robusta, су такође паразити птица.

## Статус
Амерички бели ибис је на црвеној листи IUCN као најмање забрињавајући. Становништво се састоји од 150.000 одраслих и стабилно је, иако неке популације имају непознате трендове. Делимично истраживање испод 50% северноамеричког становништва објављено 2007. је показало скоро шест пута повећање у последње четири деценије. Процењени опсег узгоја је 1.200.000 km². Променљива гнездећа популација и велика покретљивост колонија отежавају процену популације. Покушаји пописа гнездећих колонија широм Тексаса, Луизијане, Флориде и Каролине су довели до броја од 166.000 гнездећих птица 2001. и 209.000 2004. године. Статус очувања је наведен у две државе: Врста посебне бриге на Флориди и Врста умерене бриге у Алабами. Очување локација колонија и слатководних подручја за храњење је важно за одржавање популације, међутим, изузетно покретна природа колонија ово отежава.

### Људски утицај
Џон Џејмс Одубон је известио да су амерички бели ибиси ловљени и продавани у Луизијани, а углавном су га јели амерички Индијанци. Имао је наранџасто месо и снажан рибљи укус. На другим местима, месо је описано као привлачно због исхране ракова, а оба припадника рода Eudocimus су ловљени. Узгајивачи ракова у Луизијани су их такође убили због храњења у рибњацима. Ипак, не сматра се да је утицај лова велики.
Загађивач метил жива је глобално дистрибуиран неуротоксин и поремећај ендокриног система. У екосистему Еверглејдс, загађење људи је довело до повећаних концентрација метил живе, што је утицало на понашање америчког белог ибиса. Утицај на ниво хормона код мужјака доводи до смањења стопе кључног понашања удварања и мање приступа женки током сезоне парења. Осим тога, метил жива је повећала понашање упаривања мужјака за 55%, хемијски изазвано хомосексуално понашање и смањену способност привлачења женки од стране мужјака који су смањили стопу репродукције. Изложеност америчких белих ибиса метил живи узрокује смањену ефикасност храњења, а такође повећава и вероватноћу напуштања гнезда због ометајућег ефекта загађивача на хормонске системе птица, што заузврат утиче на понашање одраслих. Тестови на птицама у заточеништву нису показали смањени опстанак америчког белог ибиса изложеног метил живи.

## Култура
Индијански фолклор је сматрао да је последња птица потражила склониште пре урагана, а прва се појавила касније. Птица је тако била симбол опасности и оптимизма. Универзитет у Мајамију је 1926. године усвојио америчког белог ибиса као своју званичну маскоту, а годишњак је од те године био познат као The Ibis. Маскота је у почетку била позната као Ибис пре него што је усвојила име Себастијан 1957. Име је добио по Сан Себастијану, конаку у кампусу, који је спонзорисао ибиса.